# منارة بوجدور
منارة بوجدور هي منارة تقع بالقرب من رأس بوجادور في مدينة بوجدور في منطقة العيون الساقية الحمراء بالمغرب، أصبحت معلما تاريخيا في الأقاليم الجنوبية للمغرب بعد ضم الصحراء الغربية للمغرب عام 1976.

## تاريخ
تقع المنارة على ساحل المحيط الأطلسي في وسط مدينة بوجدور، على بعد 180 كيلومتر (110 ميل) جنوب العيون،  بُنيت المنارة محل برج سابق بُني في قلعة بوجدور عندما كانت الصحراء الغربية مستعمرة إسبانية. بدأ العمل في بناء المنارة في 1953 وأكتملت في عام 1959. سيطر المغرب على الإقليم عام 1975 وأنشأ ولاية بوجدور عام 1976.

## البناء
يبلغ ارتفاع برج المنارة 52 متر (171 قدم)،  وقُطره الدائري نحو 3 متر (9.8 قدم)، وقد بُني الهيكل من حجر صلب يشبه الجرانيت. لبرج المنارة درج حلزوني مكون من 246 درجة. تصدر المنارة ثلاث ومضات بيضاء كل 15 ثانية، على ارتفاع بؤري 70 متر (230 قدم) فوق مستوى سطح البحر، ويصل مدى المنارة نحو 44 كيلومتر (27 ميل).
تعتبر المنارة من المعالم التاريخية،  وتديرها هيئة الموانئ والبحرية التابعة لوزارة النقل واللوجيستيك.